# Kentwood (Luisiana)
Kentwood es un pueblo ubicado en la parroquia de Tangipahoa en el estado estadounidense de Luisiana. En el Censo de 2010 tenía una población de 2198 habitantes y una densidad poblacional de 119,97 personas por km².

## Geografía
Según la Oficina del Censo de los Estados Unidos, Kentwood tiene una superficie total de 18.32 km², de la cual 18.31 km² corresponden a tierra firme y (0.04%) 0.01 km² es agua.

## Personajes Ilustres
Kentwood es famoso a nivel internacional, por ser la cuna de la reconocida estrella del pop Britney Spears, nacida el 2 de diciembre de 1981. Este pequeño pueblo ha sido citado por algunos expertos, como uno de los más importantes en la historia de Estados Unidos de América, por traerle al país numerosos reconocimientos, gracias a la labor de esta gran artista.

## Demografía
Según el censo de 2010, había 2198 personas residiendo en Kentwood. La densidad de población era de 119,97 hab./km². De los 2198 habitantes, Kentwood estaba compuesto por el 26.98% blancos, el 72.11% eran afroamericanos, el 0.14% eran amerindios, el 0.32% eran asiáticos, el 0% eran isleños del Pacífico, el 0.05% eran de otras razas y el 0.41% pertenecían a dos o más razas. Del total de la población el 0.91% eran hispanos o latinos de cualquier raza.